# Crematogaster aitkenii
Crematogaster aitkenii är en myrart som beskrevs av Auguste-Henri Forel 1902. Crematogaster aitkenii ingår i släktet Crematogaster och familjen myror. Inga underarter finns listade i Catalogue of Life.